# بيتر بلوجبرج
بيتر بلوجبرج (بالدنماركية: Peter Plaugborg)‏ هو ممثل دانمركي، ولد في 12 أبريل 1980 بالدنمارك.

## أعمال

### أفلام
- (2018) كورسك

## وصلات خارجية
- بيتر بلوجبرج على موقع IMDb (الإنجليزية)
- بيتر بلوجبرج على موقع قاعدة بيانات الأفلام العربية
- بيتر بلوجبرج على موقع ألو سيني (الفرنسية)
- بيتر بلوجبرج على موقع أول موفي (الإنجليزية)
- بيتر بلوجبرج على موقع قاعدة بيانات الأفلام السويدية (السويدية)
- بيتر بلوجبرج على موقع قاعدة بيانات الفيلم (الإنجليزية)
- بيتر بلوجبرج على موقع كينوبويسك (الروسية)